# Palazzo Morettini
Palazzo Morettini è un palazzo del centro storico di Locarno in via Cappuccini 12, oggi sede della Biblioteca Cantonale.

## Storia
Il palazzo è stato costruito intorno al 1709 dall'architetto di Cerentino Pietro Morettini. Più celebre come architetto militare, fra i suoi progetti abbiamo il rinforzo delle mura di varie città sia francesi, come Besançon e Landau, sia olandesi come Bergen op Zoom. Ma s'interessò anche d'ingegneria civile e fu suo il progetto della galleria nella gola della Schöllenen, sul lato nord del passo del San Gottardo in Valle di Orsera, la prima in assoluto dell'arco alpino.
In materia di architettura civile fece il palazzo di famiglia, definito "sontuoso", in "virtù del rango raggiunto e della fama che l'accompagna" che si trova appunto al centro di Locarno, sua ultima abitazione.
Purtroppo non abbiamo i disegni dell'originaria architettura perché agli inizi del XIX secolo è stato ampiamente modificato.
Fu infatti allargato per volere dell'omonimo discendente dell'architetto svizzero. Anche la struttura degli edifici prospicienti è stata manomessa per creare la piazzetta antistante.

## Descrizione
Oggi Palazzo Morettini si presenta con una curiosa forma trapezoidale, fatta per mantenere sulla strada la facciata in stile neoclassico, probabilmente derivata dall'originario progetto settecentesco. Il palazzo si sviluppa su tre piani, con due ali laterali che delimitano il giardino interno. Il pianterreno è di finto bugnato. La strutturazione odierna si deve a due interventi ottocenteschi. Il primo, del 1854 del locarnese Giuseppe Franzoni. Mentre un intervento posteriore, nel 1878, è dell'architetto Francesco Galli.

### Interni
Le sale interne contengono un bel ciclo decorativo opera di Giovanni Antonio Vanoni in stile neorococò (1870), particolarmente interessante quello del Salone grande che raffigura le Quattro Stagioni, anche gli affreschi delle volte e dello scalone sono attribuiti allo stesso pittore.
Nel 1946 Palazzo Morettini diventa sede di un convento di clausura di monache dell'Ordine Carmelitano, ma che nel 1976 vengono trasferite altrove e il palazzo, acquisito dalle autorità cittadine, viene adibito, nel 1979 a Biblioteca Cantonale, recuperando gli ampi spazi che servono anche per conferenze e mostre itineranti oltre ad essere una delle sedi dove si svolgono i lavori del Festival internazionale del film di Locarno.

## Galleria d'immagini

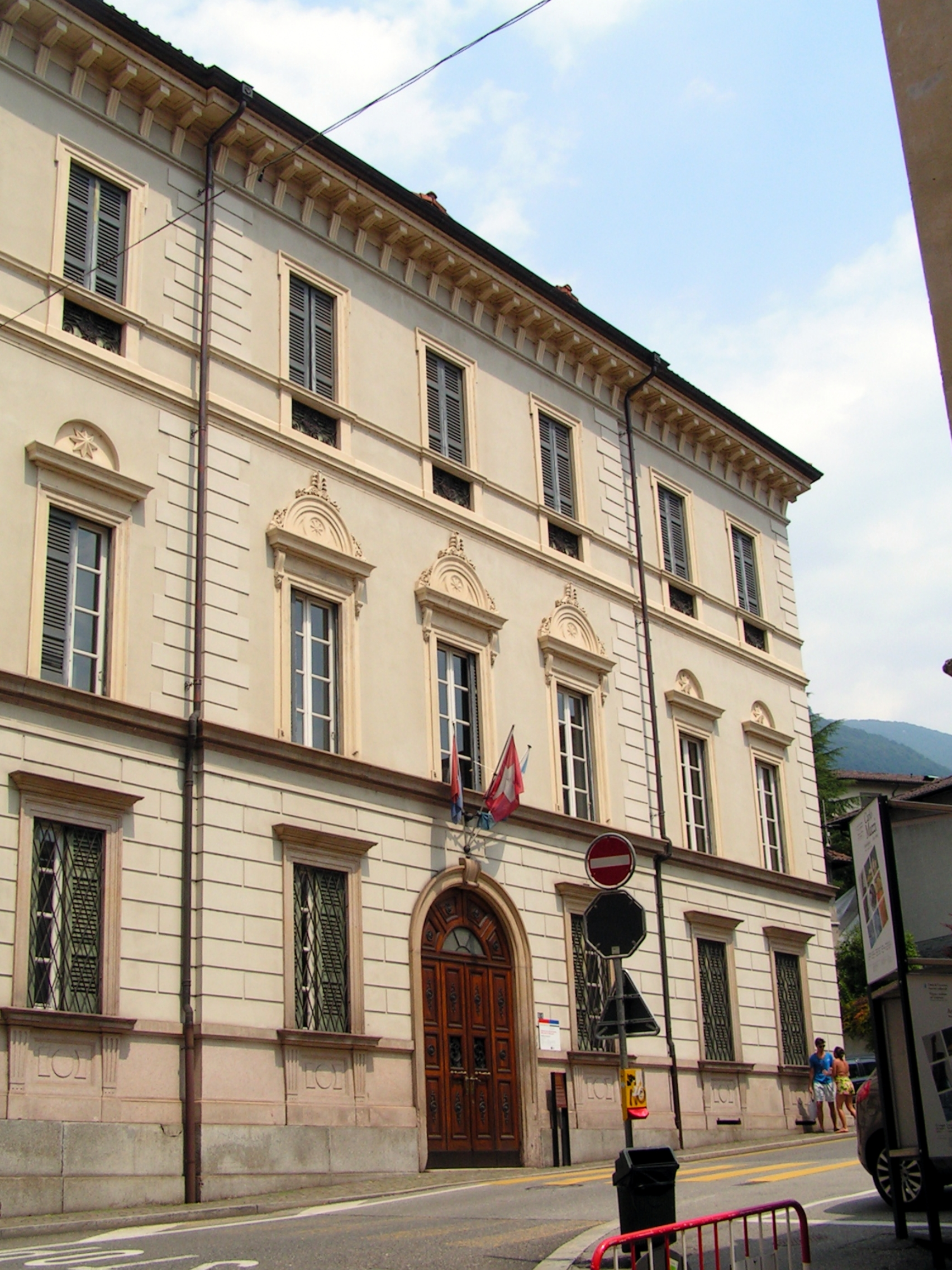
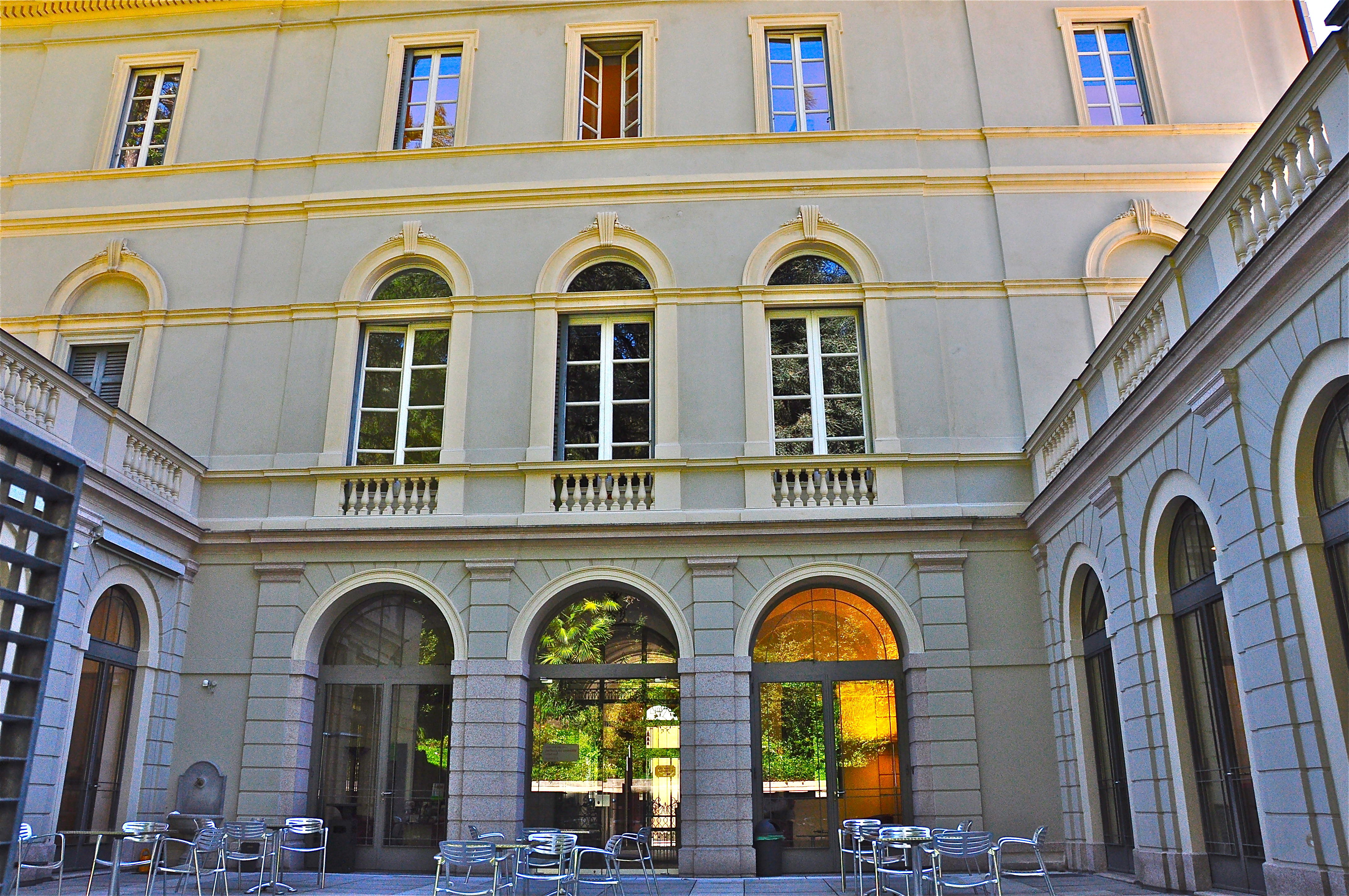
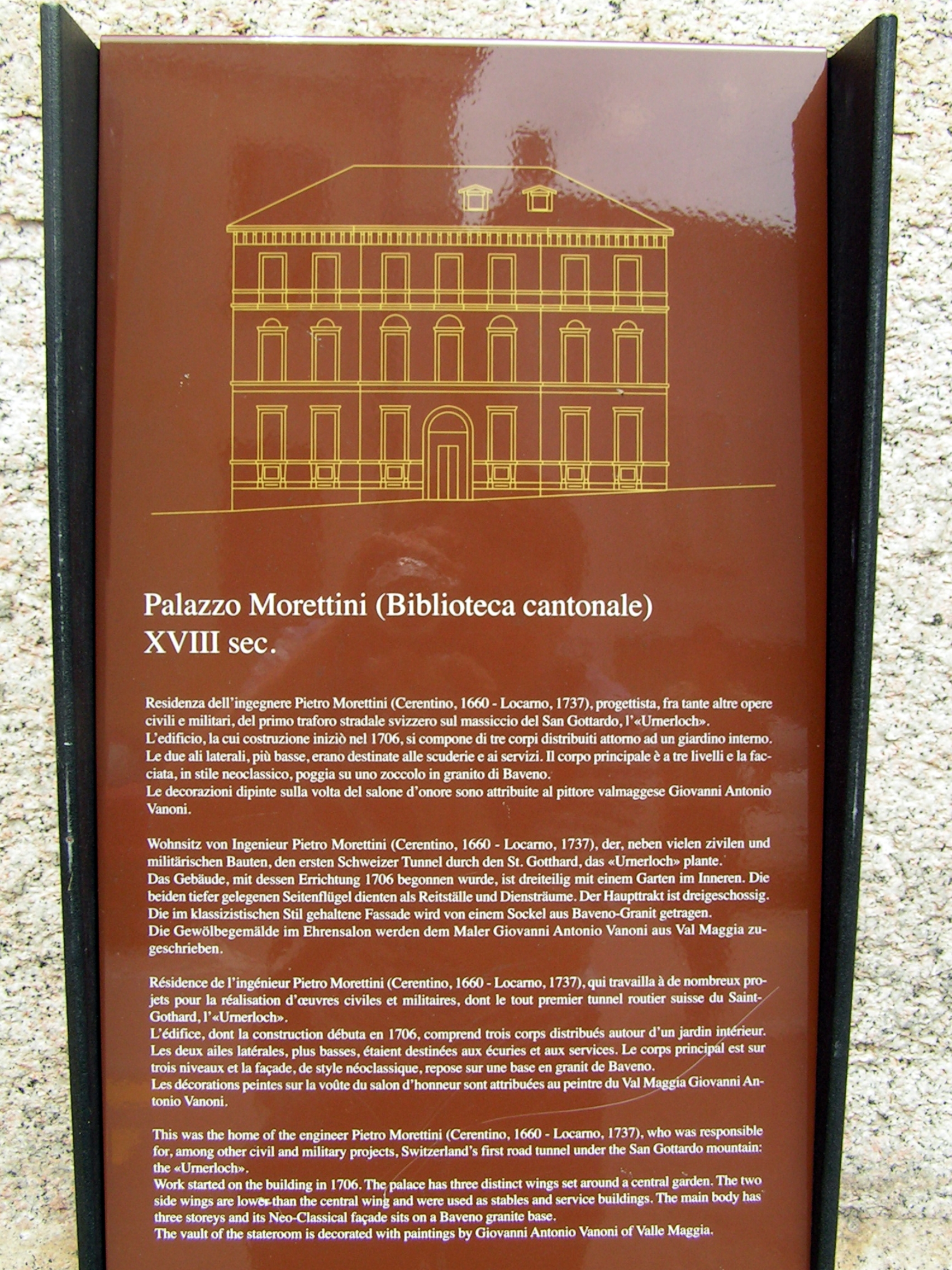